# Xanthogryllacris guilianettii
Xanthogryllacris guilianettii är en insektsart som först beskrevs av Griffini 1909.  Xanthogryllacris guilianettii ingår i släktet Xanthogryllacris och familjen Gryllacrididae. Inga underarter finns listade i Catalogue of Life.